# Biennale des photographes du monde arabe contemporain
La Biennale des photographes du monde arabe contemporain est une manifestation culturelle, initiée par l'Institut du monde arabe et la Maison européenne de la photographie, et dont la première édition a eu lieu du 11 novembre 2015 au 17 janvier 2016.
L'objectif de la Biennale est de porter un éclairage sur les photographes contemporains qui opèrent dans et sur le monde arabe,.

## Première édition de la biennale
L'enjeu de cette première édition était de montrer une diversité d'auteurs et de tendances qui mobilisent les créateurs dans cette région. Le commissaire général de la manifestation était Gabriel Bauret,.
Cette manifestation s'est déployée géographiquement entre l'Institut du monde arabe et la Maison européenne de la photographie, et traçait un parcours vers six autres lieux publics et privés : la Cité internationale des arts, la mairie du IVe arrondissement de Paris, ainsi que la Galerie Binôme, la Galerie Basia Embiricos, la Galerie Photo12 et Graine de photographe.
La prochaine édition de la biennale aura lieu en novembre 2017.

## Photographes ayant participé à cette édition
Pour cette première édition, près de cinquante photographes ont été exposés, :
| - Myriam Abdelaziz - Mohamed Abusal - Tamara Abdul Hadi - Jananne Al-Ani - Leila Alaoui - Farah Al Qasimi - Andrea & Magda - Zineb Andress Arraki - Daoud Aoulad-Syad - Maher Attar - Mustapha Azeroual | - George Awde - Fayçal Baghriche - Bruno Barbey - Massimo Berruti - Pauline Beugniès - Nabil Boutros - Ihsane Chetuan - Christian Courrèges - Stéphane Couturier - Amélie Debray - Anne-Marie Filaire | - Hicham Gardaf - Lamya Gargash - Samuel Gratacap - Tanya Habjouqa - Emy Kat - Joe Kesrouani - Yazan Khalili - Amine Landoulsi - Mohamed Lazare Djeddaoui - Diana Matar - Safaa Mazirh | - Medhi Medacci - Amr Nabil - Malik Nejmi - Khalil Nemmaoui - Giulio Rimondi - Steve Sabella - Mouna Saboni - Wafaa Samir - Caroline Tabet |